# Lusaca
Lusaca (em inglês: Lusaka) é a capital e maior cidade da Zâmbia. É também a sede da província de Lusaca e do distrito de Lusaca.
Lusaca está situada ao sul do país e é a maior cidade do Zâmbia. Foi fundada em 1905 pelos britânicos e tornou-se capital da então Rodésia do Norte em 1935.
Aí foram assinados, em 1974, os acordos de Lusaca, pelos quais Portugal reconhecia o direito à autodeterminação de Moçambique.

## História
Lusaca era o local de uma aldeia chamada Lusakasa, em homenagem ao seu chefe, que, segundo a história, ficava localizada na Colina Manda, perto de onde hoje se localiza o prédio da Assembleia Nacional da Zâmbia. Na língua Nianja, Manda significa cemitério. A área foi desenvolvida pelos colonizadores europeus (principalmente britânicos) em 1905, com a construção da ferrovia.
Em 1935, devido à sua localização bastante central, sua posição na ferrovia e no cruzamento da Great North Road e East Great Road, principais rodovias da Zâmbia, Lusaca foi escolhida para substituir Livingstone como a capital da colônia britânica da Rodésia do Norte.
Após a formação em 1953, da Federação da Rodésia e Niassalândia, que englobava a Rodésia do Norte, Rodésia do Sul e Niassalândia, sob tutela britânica, Lusaca foi o centro do movimento de independência entre alguns membros da elite instruída que levou à criação da República da Zâmbia. Em 1964, Lusaca tornou-se a capital da Zâmbia, recém-independente.
Nos últimos anos, Lusaca tornou-se uma cidade popular para zambianos e turistas. Sua situação central e o rápido crescimento do setor de infraestrutura vem mostrando sinais de desenvolvimento sob a forma de criação de emprego, habitação etc. Consequentemente, acredita-se que, com reformas econômicas adequadas e eficazes, Lusaca, bem como a Zâmbia como um todo, irá se desenvolver consideravelmente. Lusaca abriga uma comunidade diversificada de estrangeiros, muitos dos quais trabalham no setor de assistência, bem como diplomatas, representantes de organizações religiosas e algumas pessoas de negócios.

## Geografia

### Clima
| Dados climatológicos para Lusaca | Dados climatológicos para Lusaca | Dados climatológicos para Lusaca | Dados climatológicos para Lusaca | Dados climatológicos para Lusaca | Dados climatológicos para Lusaca | Dados climatológicos para Lusaca | Dados climatológicos para Lusaca | Dados climatológicos para Lusaca | Dados climatológicos para Lusaca | Dados climatológicos para Lusaca | Dados climatológicos para Lusaca | Dados climatológicos para Lusaca | Dados climatológicos para Lusaca |
| Mês                              | Jan                              | Fev                              | Mar                              | Abr                              | Mai                              | Jun                              | Jul                              | Ago                              | Set                              | Out                              | Nov                              | Dez                              | Ano                              |
| -------------------------------- | -------------------------------- | -------------------------------- | -------------------------------- | -------------------------------- | -------------------------------- | -------------------------------- | -------------------------------- | -------------------------------- | -------------------------------- | -------------------------------- | -------------------------------- | -------------------------------- | -------------------------------- |
| Temperatura máxima recorde (°C)  | 31                               | 32                               | 32                               | 33                               | 32                               | 29                               | 29                               | 32                               | 36                               | 36                               | 37                               | 33                               | 37                               |
| Temperatura máxima média (°C)    | 26                               | 26                               | 26                               | 25                               | 24                               | 22                               | 22                               | 24                               | 28                               | 29                               | 28                               | 26                               | 26                               |
| Temperatura mínima média (°C)    | 20                               | 19                               | 19                               | 17                               | 14                               | 11                               | 11                               | 13                               | 17                               | 20                               | 21                               | 20                               | 17                               |
| Temperatura mínima recorde (°C)  | 15                               | 16                               | 13                               | 11                               | 7                                | 0                                | 0                                | 5                                | 7                                | 12                               | 11                               | 14                               | 0                                |
| Precipitação (mm)                | 231                              | 191                              | 142                              | 18                               | 3                                | 0                                | 0                                | 0                                | 0                                | 10                               | 91                               | 150                              | 836                              |
| Fonte: weatherbase BBC           |                                  |                                  |                                  |                                  |                                  |                                  |                                  |                                  |                                  |                                  |                                  |                                  |                                  |

## Educação

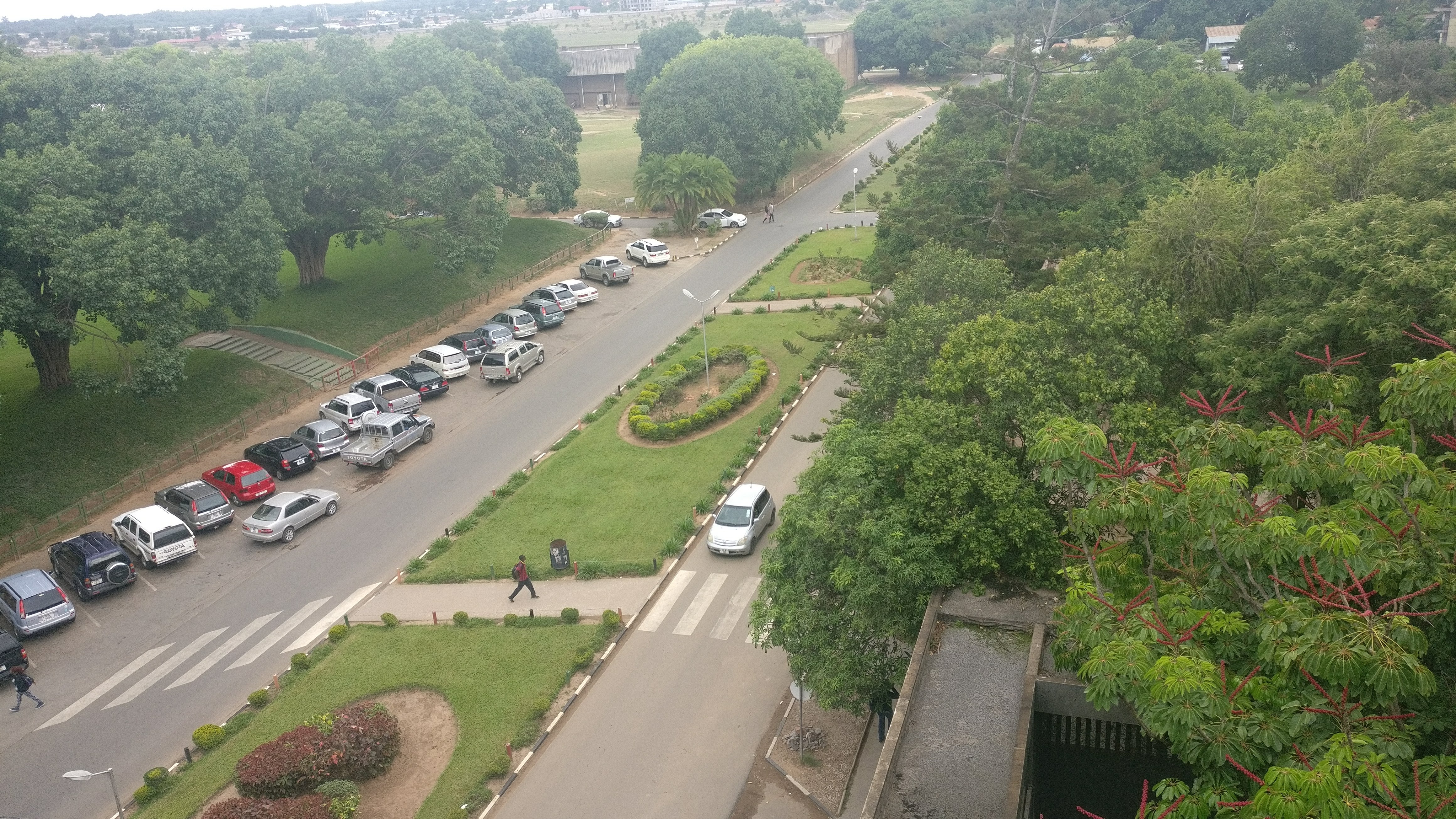
Vista aérea do Centro Esportivo e Clínica da Universidade da Zâmbia, visto do edifício da Escola de Educação

Lusaca possui algumas das melhores escolas da Zambia, incluindo a International School of Lusaka, Rhodes park school, Lusaka International Community School, French International School, Italian international School, Chinese International School, Baobab College e American International School. A Rhodes Park School não é uma escola internacional, embora exista uma grande presença de angolanos, nigerianos, congoleses, sul-africanos e chineses. Os filhos do  presidente Levy Mwanawasa e do vice-presidente George Kunda também estudam na Rhodes park School.
A Universidade da Zâmbia, possui dois campus em Lusaca, chamados: Great East Road Campus e Ridgeway Campus. Great East Road Campus, o principal campus da universidade, está localizado no lado sul da Great East Road a cerca de nove km do centro da cidade. As seguintes escolas se localizam neste campus: Escola de Educação (School of Education), Escola de Direito (School of Law), Escola de Ciências Naturais (School of Natural Sciences), Escola de Ciências Humanas e Sociais (School of Humanties and Social sciences), Escola de Engenharia (School of Engineering), Escola de Mineração (School of Mines), Escola de Ciências Agrícolas (School of Agricultural Sciences) e Escola de Medicina Veterinária Samora Machel (Samora Machel School of Veterinary Medicine). O Ridgeway Campus está situado perto do Hospital Universitário de Ensino a cerca de quatro km do centro de Lusaca e 7 km do Great East Road Campus. A Escola de Medicina (School of Medicine) está localizada neste campus.

## Transportes

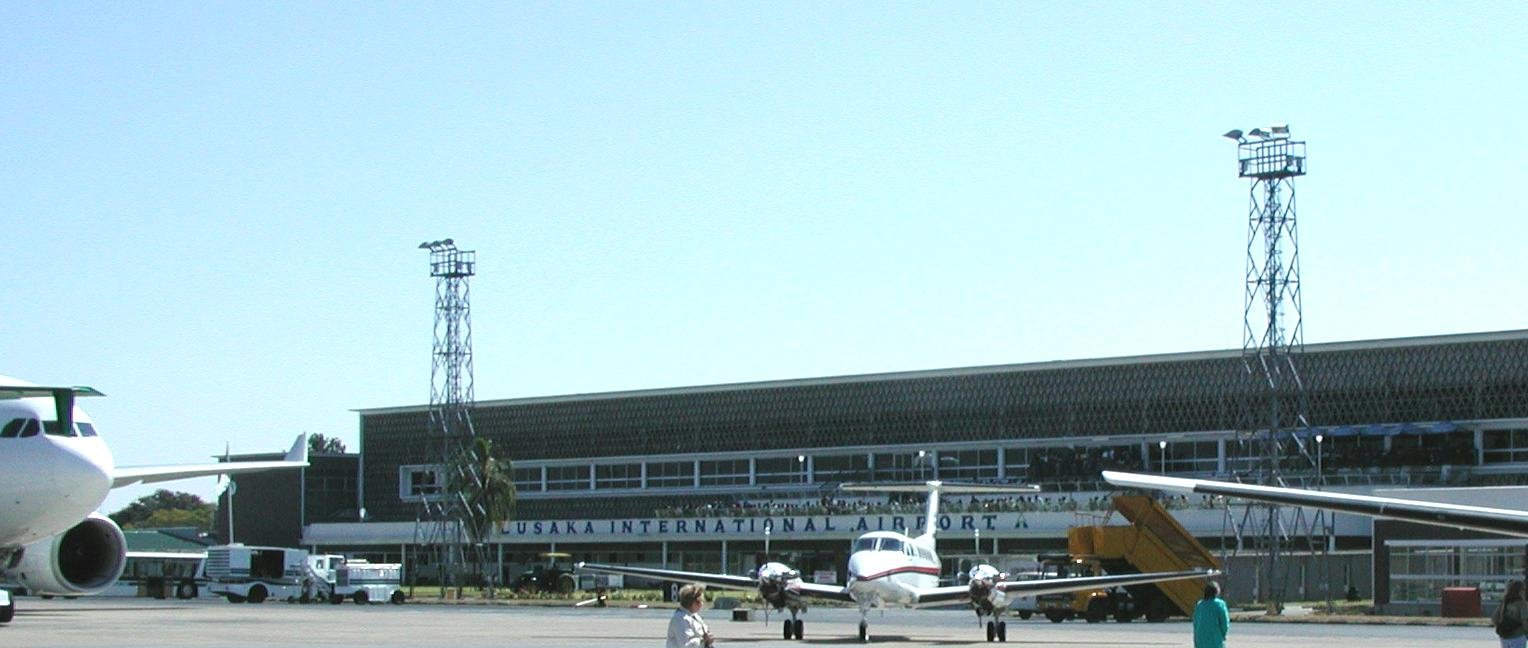
Aeroporto Internacional Kenneth Kaunda

### Aeroviário
A cidade abriga o Aeroporto Internacional de Lusaca, que é o centro de operação da Zambezi Airlines. A Zambezi Airlines oferece voos para Joanesburgo, Ndola e Dar es Salã. O Aeroporto Internacional de Lusaca é usado como aeroporto público e militar. Há também um antigo aeroporto mais próximo ao centro da cidade que não é mais usado por civis, mas às vezes pelas autoridades do executivo nacional.

### Rodoviário
A cidade é atravessada pela Rodovia Cairo–Cidade do Cabo, que é apelidada localmente de "Great North Road" e possui o prefixo TAH 4 (internacional) e T1/T2 (nacionais). Além dessas, a estrada é servida pela Rodovia Beira–Lobito (ou TAH 9), que liga-se com Lusaca pelas cidades da região metropolitana. Outra rodovia importante é a T4, apelidada localmente de "East Great Road".
Os serviços de ônibus para as cidades ao redor de Lusaca, como Siavonga e Chirundu partem das estações de ônibus: Lusaka City Market Bus Station e City Bus Station, também conhecido como Kulima Towers Station.

### Ferroviário
A cidade ainda é servida por estações ferroviárias da Ferrovia Cabo-Cairo, que liga Lusaca a Livingstone e a Ndola.

## Governo e administração
Como capital nacional, Lusaca é a sede dos poderes legislativo, executivo e judiciário do governo, ou seja, da Assembleia Nacional (parlamento), a Casa do Estado (State House - gabinete do Presidente) e o Tribunal Superior. O Parlamento está situado no complexo do Parlamento, que apresenta um atraente edifício de 15 andares revestido de cobre. A cidade é também a capital da província de Lusaca, a menor e a segunda mais populosa das nove províncias do país. Lusaca constitui um distrito administrativo dirigido pelo Conselho Municipal de Lusaca (Lusaka City Council).
Lista de prefeitos:
- F. Payne: 1954-55
- H.K.Mitchell: 1955-56
- Ralph Rich: 1956-57
- H.F. Tunaley: 1957-58
- H.K. Mitchell: 1958-60
- Jack Fischer: 1960-61
- Richard Sampson: 1962-63
- S.H. Chileshi: 1964-65
- W. Banda: 1965-69
- F. Chirwa 1969-1971?
- Dr. Simon C. Mwewa: até 1982

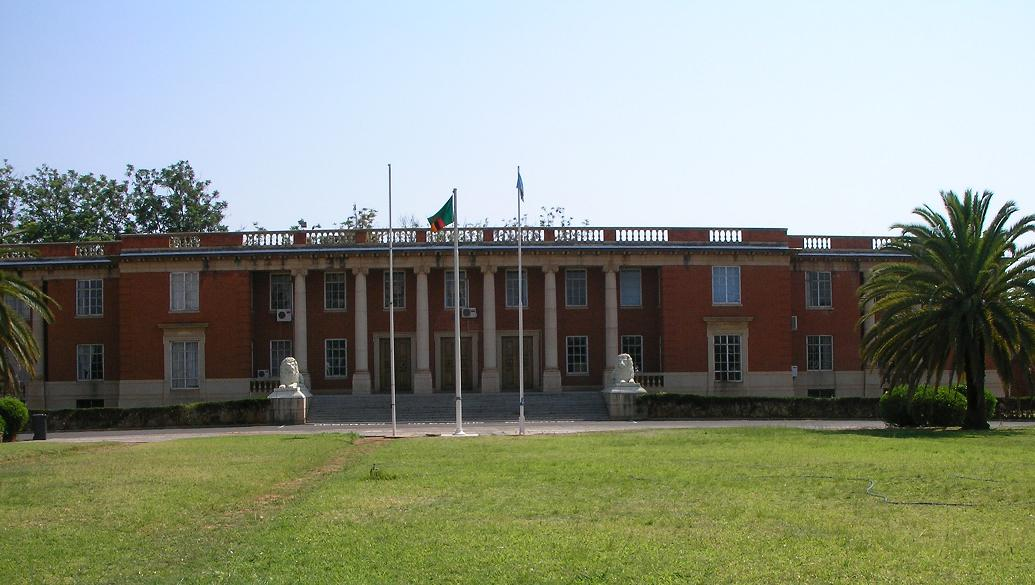
Supremo Tribunal em Lusaca

Lista de governadores (Período de partido único)
- Dr. Simon C. Mwewa: 1982 a 1983
- Donald C. Sadoki
- Michael Sata
- Rupiah B. Banda
- Bautius Kapulu
- Lt. Muyoba: até 1991

Lista de prefeitos - (Era multipartidária)
- John Chilambwe: 1993-1994
- Fisho Mwale: 1994 - 1996
- Gilbert R. Zimba: Administrador de Governo Local - 1996 - 1999
- Patricia Nawa
- Patrick Kangwa
- John Kabungo
- Levy Mkandawire
- Stephen Mposha
- Christine Nakazwe
- Stephen Chilatu
- Robert Chikwelete: de junho de 2009 ao presente

## Cidades irmãs
- Duxambé, Tajiquistão, desde 1966
- Los Angeles, Estados Unidos, desde 1968
- Cork, Irlanda, desde 1971
- Ijevsk, Rússia.[15]